# Huguette Bello
Pour les articles homonymes, voir Bello (homonymie).
Huguette Bello, née Marie-Huguette Bello le 24 août 1950 à Saint-Pierre (La Réunion), est une femme politique française.
Membre du Parti communiste réunionnais (PCR) de 1974 à 2012, puis présidente de Pour La Réunion (PLR) depuis 2012, elle est députée de 1997 à 2020 et maire de Saint-Paul par intermittence entre 2008 et 2021. Après une première tentative infructueuse en 2015, elle remporte les élections régionales de 2021 et devient présidente du conseil régional de La Réunion.

## Biographie

### Jeunesse et débuts en politique
Ses parents, Husto et Céline Bello, ont six enfants, dont Huguette est la fille unique. Son père est un petit planteur, sa mère est femme au foyer. La famille vit à Ravine des Cabris, quartier de la commune de Saint-Pierre. Pour les aider financièrement, elle devient institutrice dès l’âge de 18 ans, puis directrice d'école maternelle à Saint-Leu.
Elle s'engage à l'âge de 18 ans au sein de l'Union des femmes de La Réunion (dont elle est élue présidente en 1978), puis au Front de la Jeunesse autonomiste de La Réunion et au Parti communiste réunionnais. Elle assiste en 1981 au congrès de la Fédération démocratique internationale des femmes, organisé en Tchécoslovaquie, où elle croise « l'épouse du président chilien Salvador Allende, la première femme cosmonaute, la Sud-Africaine Dulcie September, assassinée plus tard à Paris pour avoir dénoncé la vente d'armes par la France au régime de l'apartheid ».
Elle est élue au conseil régional de La Réunion en 1983 et en 1992. En 1983, elle devient adjointe au maire de Saint-Pierre, puis en 1989, de La Possession. En 1988, elle est élue conseillère générale dans le canton de Saint-Pierre-3. Elle fait ensuite son retour au conseil municipal de Saint-Pierre en 1995.
Huguette Bello est une catholique pratiquante.

### Premiers mandats de députée de La Réunion
Huguette Bello est élue députée dans la 2e circonscription de La Réunion le 1er juin 1997, ce qui fait d'elle la première femme députée de l'histoire de l'île. Elle est réélue en 2002 et 2007 face à Alain Bénard (UMP).
Membre du groupe radical, citoyen et vert à l'Assemblée nationale lors de son premier mandat, elle rejoint ensuite le groupe de la Gauche démocrate et républicaine, après avoir siégé chez les non-inscrits durant la XIIe législature.
Impliquée sur les questions liées à l'éducation, à l'orientation et à la formation professionnelle, elle se mobilise depuis plusieurs années pour la construction d'un lycée professionnel maritime à La Réunion.

### Accession à la mairie de Saint-Paul
Lors des élections municipales de 2008, la liste qu’elle conduit à Saint-Paul l’emporte au second tour avec 23 342 voix, soit 50,2 % des suffrages, face au maire sortant Alain Bénard. Élue maire de la commune le 21 mars 2008, elle devient la deuxième femme maire d'une commune de La Réunion, après Marie-Thérèse de Chateauvieux à Saint-Leu, et l’une des rares femmes à diriger une ville française de plus de 100 000 habitants.
Le maire sortant, battu de 138 voix, dénonce alors une « distribution de tracts » la veille du scrutin, des « manœuvres » sur les listes d’émargement ainsi que des « pressions » dans les bureaux de vote, et saisit le tribunal administratif de Saint-Denis, qui décide le 2 octobre 2008 d'invalider le scrutin. Huguette Bello fait appel de cette décision devant le Conseil d'État mais son recours est rejeté le 11 août 2009. En attendant l'organisation de nouvelles élections, une délégation spéciale, nommée par le préfet de La Réunion, assure la gestion des affaires courantes.
Sa liste l’emporte au second tour de l’élection partielle, le 4 octobre 2009, avec 56,5 % des suffrages face à son adversaire UMP Alain Bénard, ce qui permet à Huguette Bello d’être réélue maire de Saint-Paul.
Durant son mandat de maire, elle doit notamment réagir à de nombreuses attaques de requin sur les plages de Saint-Paul. Le 20 septembre 2011, après la mort d'un homme mordu par un requin à Boucan Canot, Huguette Bello est prise à partie par des proches de la victime et par des sportifs qui lui reprochent l’inertie des pouvoirs publics. Sa réponse aggrave le conflit, et sur un point, fait évoluer la polémique en accusation de racisme à l’égard des « Zoreilles », les Français venus de métropole,.

### Élections législatives de 2012 et création d’un parti
En 2012, elle soutient le candidat du Parti socialiste à l'élection présidentielle, François Hollande, et fait partie des intervenants à la tribune lors de son meeting du 31 mars 2012 à Saint-Denis.
Rejetant la demande du PCR de se présenter aux élections législatives de 2012 dans la 7e circonscription de La Réunion au lieu de la 2e, elle est exclue du parti le 21 février 2012. Elle fonde alors le mouvement Pour La Réunion (PLR) et maintient sa candidature dans la 2e circonscription contre le candidat officiel du PCR. Elle est réélue dès le premier tour avec 67 % des voix. Elle rejoint le groupe du Front de gauche, évoquant un accord technique plus que politique, et ce malgré le soutien que le Front de gauche de La Réunion lui a accordé dans sa bataille contre le PCR et les autres partis, dont l'UMP.
En 2013, Huguette Bello, ayant signifié son intention de s'abstenir, est absente de l'hémicycle lors du vote de la loi instaurant le mariage pour tous. Cependant, en juin 2013, elle célèbre en sa qualité de maire de Saint-Paul le premier mariage d'un couple d'homosexuels à La Réunion.
En mai 2016, elle est l'une des 56 députés signataires de la motion de censure « de gauche » contre la loi Travail.

### Défaites locales et réélection à l’Assemblée nationale
Elle perd son mandat de maire à la suite des élections municipales de 2014 à Saint-Paul. La liste qu'elle conduit obtient 46,4 % des voix au second tour et est devancée par la liste de droite de Joseph Sinimalé.
En 2015, Huguette Bello est désignée comme tête de liste pour les élections régionales et candidate de la gauche à la présidence de la région Réunion face notamment au président sortant Didier Robert (Les Républicains) et au député Thierry Robert (MoDem). Elle obtient 23,8 % des voix au premier tour, ce qui la place en deuxième position, mais loin derrière Didier Robert avec 40,4 %. Au second tour, elle rallie à sa cause Thierry Robert et Patrick Lebreton (dissident du PS) au sein d'une liste d'union, qui recueille 47,3 % des suffrages. Élue conseillère régionale, elle prend ses fonctions le 18 décembre suivant et devient présidente du groupe Le Rassemblement. Elle démissionne dans la foulée du conseil municipal de Saint-Paul, où elle siégeait dans l'opposition depuis 2014 ; Régine Chane Hong lui succède.
Elle parraine Jean-Luc Mélenchon pour l'élection présidentielle de 2017. À nouveau candidate à sa succession lors des élections législatives suivantes, soutenue par le Parti communiste réunionnais (PCR), Rézistan's Égalité 974 et La France insoumise (LFI), elle obtient 57,1 % des voix au premier tour, mais la forte abstention ne lui permet pas d'être directement élue. Elle est réélue députée pour un cinquième mandat avec 73,6 % des voix au second tour,.
Le 4 juillet 2017, à la suite de la déclaration de politique générale du Premier ministre Édouard Philippe, Huguette Bello vote contre la confiance au gouvernement. Un an plus tard, elle signe et vote la motion de censure commune présentée par les trois groupes d'opposition de gauche dans le cadre de l'affaire Benalla. En 2018, elle dépose à l'Assemblée nationale un amendement visant à inscrire « la protection des mers et des océans » dans la Constitution, lequel est adopté.
Le 3 mars 2018, lors d'une visite à la médiathèque Cimendef de Saint-Paul, récemment rachetée par la région Réunion, Huguette Bello et Ericka Bareigts se voient refuser l'accès à une partie du bâtiment. Les deux élues, accompagnées du collectif Cimendef, forcent alors le passage pour pouvoir entrer. Dénonçant « l'agression » d'un gardien par les deux députées, la région Réunion porte plainte pour violation de domicile. Les médias réunionnais parlent alors de « l'affaire Cimendef ». Le 14 septembre 2018, Huguette Bello et Ericka Bareigts sont relaxées par le tribunal correctionnel de Saint-Denis. La région fait appel de cette décision.

### À nouveau maire de Saint-Paul de 2020 à 2021
En juillet 2019, elle annonce sa candidature aux élections municipales de 2020 à Saint-Paul. Elle reçoit dans la foulée le soutien de la gauche locale, soit le PCR, le PS, Europe Écologie Les Verts, LFI et le Parti de gauche. La liste qu’elle conduit arrive en tête du premier tour avec 36,6 % des suffrages, devançant nettement les listes du maire sortant LR Joseph Sinimalé (19,9 %) et de l’ancien maire Alain Bénard (14,6 %). Elle l'emporte avec 61,8 % des voix au second tour face à Alain Bénard.
Le 4 juillet 2020, elle est élue maire de Saint-Paul par le conseil municipal,. Une élection législative partielle est organisée peu après pour la remplacer à l'Assemblée nationale, Huguette Bello étant contrainte à la démission par la législation limitant le cumul des mandats et son suppléant étant lui-même en situation d'incompatibilité.
En début de mandat, elle fait voter une baisse des indemnités des élus, que la précédente municipalité avait augmentées. L'élaboration du premier budget de la mandature, voté fin juillet 2020, nécessite des coupes budgétaires importantes du fait d'un déficit de 6 millions d'euros hérité de l'ancienne équipe municipale. Pour 2021, Huguette Bello annonce notamment la gratuité de la restauration scolaire, la création d'un poste de police dans les Hauts de Saint-Paul, la révision du plan local d'urbanisme de la ville et le déploiement de la vidéosurveillance d'ici 2026, ainsi que la mise en œuvre d'une politique de recrutement d'agents en situation de handicap.

### Présidente du conseil régional de La Réunion
De nouveau tête de liste aux élections régionales de 2021 à La Réunion,, elle prône durant la campagne le non-cumul des indemnités à la région, la lutte contre les inégalités et la gratuité du car jaune. Sa liste arrive en deuxième position au premier tour avec 20,7 % des voix, derrière le président sortant Didier Robert (31,1 %) et devant l'ancienne ministre des Outre-mer Ericka Bareigts (18,5 %). Cette dernière, de même que Patrick Lebreton, rallie Huguette Bello en vue du second tour au sein d'une liste d'union de la gauche. Elle l'emporte au second tour avec 51,9 % des suffrages. La Réunion est ainsi la seule région à basculer de droite à gauche lors de ce scrutin en France.
Elle est élue présidente du conseil régional de La Réunion le 2 juillet 2021, devenant la deuxième femme à diriger cette institution, vingt-huit ans après Margie Sudre. La loi sur le cumul des mandats l'oblige alors à démissionner de son mandat de maire de Saint-Paul, retrouvé un an auparavant ; son premier adjoint Emmanuel Séraphin, par ailleurs président du Territoire de la Côte Ouest, lui succède le 8 juillet 2021. Dans la foulée, Huguette Bello devient vice-présidente de l'association Régions de France,.
Le 29 septembre 2021, elle est élue présidente du conseil de surveillance du centre hospitalier universitaire de La Réunion pour un mandat de cinq ans,.
Comme en 2017, elle parraine Jean-Luc Mélenchon pour l'élection présidentielle de 2022. Elle soutient l'union de la gauche lors des élections législatives qui suivent, son parti s'alliant avec LFI, le PS et Europe Écologie Les Verts au sein du « Rassemblement réunionnais », qui se veut le pendant réunionnais de la Nouvelle Union populaire écologique et sociale (NUPES) formée au niveau national. Huguette Bello est alors présentée par la presse locale comme possible ministre en cas de victoire de la NUPES et dans l'hypothèse de la nomination de Jean-Luc Mélenchon comme Premier ministre.
À l'occasion des élections européennes de 2024, Huguette Bello se présente, à titre de soutien, sur la liste « La France insoumise – Union populaire » conduite par Manon Aubry. Elle occupe symboliquement la dernière place de cette liste, derrière Jean-Luc Mélenchon.
Le 12 juillet 2024, lors des négociations internes du Nouveau Front populaire pour proposer un Premier ministre commun à Emmanuel Macron, Fabien Roussel, secrétaire national du Parti communiste français, annonce que son parti souhaite proposer le nom d'Huguette Bello afin de succéder à Gabriel Attal. La France insoumise soutient la proposition. Le 13 juillet 2024, le Parti socialiste ne valide pas la candidature d’Huguette Bello à Matignon et appelle à poursuivre les discussions. Du côté d'EÉLV, Marine Tondelier déclare que son parti reste indécis sur la candidature d'Huguette Bello. Le 14 juillet 2024, Huguette Bello annonce qu'elle renonce à briguer le poste de Premier ministre.

## Détail des mandats et fonctions

### À l’Assemblée nationale
- 12 juin 1997 – 7 juillet 2020 : députée de la 2e circonscription de La Réunion.

### Au niveau local
- 14 mars 1983 – 19 mars 1989 : adjointe au maire de Saint-Pierre.
- 7 octobre 1988 – 27 mars 1994 : conseillère générale de La Réunion (élue dans le canton de Saint-Pierre-3).
- 17 mars 1989 – 18 juin 1995 : adjointe au maire de La Possession.
- 27 mars 1992 – 1er mars 1993 ; depuis le 18 décembre 2015 : conseillère régionale de La Réunion.
- 19 juin 1995 – 18 mars 2001 : conseillère municipale de Saint-Pierre.
- 21 mars 2008 – 20 août 2009 ; 9 octobre 2009 – 6 avril 2014 ; 4 juillet 2020 – 8 juillet 2021 : maire de Saint-Paul.
- Depuis le 2 juillet 2021 : présidente du conseil régional de La Réunion.

### Au sein du PLR
- Depuis le 13 mai 2012[71] : présidente de Pour La Réunion (PLR).

## Synthèse des résultats électoraux

### Élections législatives
| Année | Parti  | Parti | Circonscription  | 1er tour | 1er tour | 1er tour | 2d tour | 2d tour | 2d tour | Issue |
| Année | Parti  | Parti | Circonscription  | Voix     | %        | Rang     | Voix    | %       | Rang    | Issue |
| ----- | ------ | ----- | ---------------- | -------- | -------- | -------- | ------- | ------- | ------- | ----- |
| 1997  |        | PCR   | 2e de La Réunion | 17 049   | 51,4     | 1re      | 27 648  | 61,8    | 1re     | Élue  |
| 2002  | 20 402 | PCR   | 2e de La Réunion | 43,6     | 1re      | 29 518   | 54,1    | 1re     | Élue    |       |
| 2007  | 22 204 | PCR   | 2e de La Réunion | 46,7     | 1re      | 34 911   | 59,6    | 1re     | Élue    |       |
| 2012  |        | PLR   | 2e de La Réunion | 25 734   | 67,1     | 1re      |         |         |         | Élue  |
| 2017  | 15 871 | PLR   | 2e de La Réunion | 57,1     | 1re      | 24 559   | 73,6    | 1re     | Élue    |       |

### Élections régionales
Les résultats ci-dessous concernent uniquement les élections où elle est tête de liste.
| Année | Parti  | Parti | Région     | 1er tour | 1er tour | 1er tour | 2d tour | 2d tour | 2d tour | Sièges obtenus |
| Année | Parti  | Parti | Région     | Voix     | %        | Rang     | Voix    | %       | Rang    | Sièges obtenus |
| ----- | ------ | ----- | ---------- | -------- | -------- | -------- | ------- | ------- | ------- | -------------- |
| 2015  |        | UG    | La Réunion | 63 248   | 23,8     | 2e       | 155 896 | 47,3    | 2e      | 16 / 45        |
| 2021  | 47 899 | UG    | La Réunion | 20,7     | 2e       | 152 639  | 51,9    | 1re     | 29 / 45 |                |

### Élections municipales
Les résultats ci-dessous concernent uniquement les élections où elle est tête de liste.
| Année | Parti  | Parti | Commune    | 1er tour | 1er tour | 1er tour | 2d tour | 2d tour | 2d tour | Sièges obtenus |
| Année | Parti  | Parti | Commune    | Voix     | %        | Rang     | Voix    | %       | Rang    | Sièges obtenus |
| ----- | ------ | ----- | ---------- | -------- | -------- | -------- | ------- | ------- | ------- | -------------- |
| 2008  |        | PCR   | Saint-Paul | 17 445   | 42,1     | 2e       | 23 342  | 50,2    | 1re     | 40 / 53        |
| 2009  | 19 593 | PCR   | Saint-Paul | 47,1     | 1re      | 25 567   | 56,5    | 1re     | 42 / 53 |                |
| 2014  |        | DVG   | Saint-Paul | 20 876   | 46,5     | 2e       | 24 591  | 46,4    | 2e      | 12 / 55        |
| 2020  |        | UG    | Saint-Paul | 13 304   | 36,6     | 1re      | 26 056  | 61,8    | 1re     | 45 / 55        |